# Taspalm
De taspalm (Geonoma baculifera) is een altijdgroene palmboom die 1-6 meter hoog wordt.
De plant groeit gewoonlijk als een grote kluit onvertakte stammen die rechtop kunnen staan maar ook kunnen kruipen. Een stam is gewoonlijk 1–3 cm in doorsnee en eindigt in een kroon van 7-12 bladeren ongeveer 0,7-1,1 meter lang.
Het verspreidingsgebied is Brazilië, Colombia, Venezuela en de Guiana's.
In Suriname wordt de palm bijvoorbeeld gevonden bij de Koetari-rivier in palmzwampbos dat in de regentijd overstroomd is. De boom is niet beschermd en de bladeren worden als dakbedekking gebruikt. In het noorden van Suriname is de populatie daardoor aanzienijk uitgedund en er zijn plaatsen waar hij verdwenen is.